# Robert Henriques
Robert Martin Henriques, född 14 december 1858 i Köpenhamn, död där 29 december 1914, var en dansk cellist och tonsättare.
Henriques var i cellospel lärjunge till Fritz Bendix, Friedrich Grützmacher, Franz Neruda och David Popper samt i komposition till Edmund Kretschmer. Han tilldelades Anckerska legatet 1887. Han komponerade bland annat ouvertyrerna Olaf Trygvason och Akvareller för orkester, svit för oboe, cello- och pianostycken samt sånger. Han var dirigent för Akademisk Orkester 1902–1903, musikkritiker i "Dannebrog" 1892–1896, därefter vid "Vort Land" och medredaktör för samma tidning 1898. Han var medförfattare till de under pseudonymen "Swift & Co." utkomna köpenhamnsskildringarna.